# Râul Bărbulețu, Dâmbovița
Râul Bârbulețu este un curs de apă, afluent al Râului Alb în județul Dâmbovița.  